# Filaret (patriarcha kyjevský)
Filaret (světským jménem: Mychajlo Antonovyč Denysenko; * 23. ledna 1929, Blahodatne) je biskup Pravoslavné církve Ukrajiny, bývalý nejvyšší představitel Ukrajinské pravoslavné církve Kyjevského patriarchátu, to je bývalý patriarcha kyjevský a celé Rusi-Ukrajiny. V kanonickém smyslu je čestným patriarchou.

## Život

### Raná léta
Narodil se 23. ledna 1929 ve vesnici Blahodatne v Doněcké oblasti v rodině horníka Antona Dmytrovyče Denysenka (1903–1943) a Melanie Kyryllovny. Jeho dědeček zemřel během hladomoru na Ukrajině a jeho otec během Velké vlastenecké války. Smrt jeho otce měla velký dopad na Michajlův pohled na svět a jeho volbu stát se knězem.
Roku 1946 po ukončení střední školy nastoupil do třetího ročníku Oděského duchovního semináře.
Roku 1948 po ukončení semináře nastoupil na Moskevskou duchovní akademii.
Dne 1. ledna 1950 během druhého ročníku akademie byl postřižen na monacha se jménem Filaret a stal se správcem patriarchálních pokojů v Trojicko-sergijevské lávře.
Dne 15. ledna 1950 byl patriarchou Alexijem rukopoložen na jerodiákona a 18. června 1951 během Letnic byl rukopoložen na jeromonacha. Roku 1952 dokončil akademii s titulem kandidáta bohosloví a stal se přednášejícím Nového zákona v Moskevském duchovním semináři. Byl také blagočinným Trojicko-sergijevské lávry.
V březnu 1954 získal titul docenta a stal se starším asistentem inspektora semináře.
V srpnu 1956 byl povýšen na igumena a stal se inspektorem Saratovského duchovního semináře.
Od roku 1957 byl inspektorem Kyjevského duchovního semináře.
Dne 12. července 1958 byl povýšen na archimandritu a byl jmenoval rektorem Kyjevského duchovního semináře. Jako rektor působil až do uzavření semináře roku 1960. Podle svědectví protojereje Pavla Adělgejma, kterého Filaret vyloučil že semináře, Filaret jednou pronesl výchovný projev o lásce k sovětskému režimu; „Jsem synem horníka, stal jsem se archimandritou a rektorem. V jaké jiné vlasti by se to mohlo stát? Pod čí oblohou žiješ? Čí chleba jíš? Po čí zemi kráčíš? Jste nevděční, sovětská vláda vás učí…“ atd.

### Léta 1960–1980

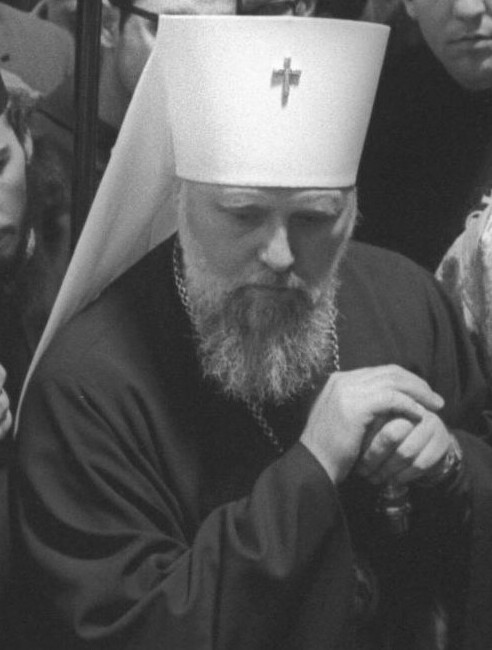
Metropolita Filaret (Denysenko)

Roku 1960 byl jmenován vedoucím pro záležitosti Ukrajinského exarchátu. Od května 1961 do ledna 1962 byl představeným podvorje Ruské pravoslavné církve při alexandrijském patriarchátu v Alexandrii v Egyptě.
Dne 4. února 1962 proběhla jeho biskupská chirotonie za biskupa lužského a vikáře leningradské eparchie. Současně se stal administrátorem rižské eparchie v Lotyšsku. Světiteli byli metropolita leningradský a ladožský Pimen (Izvekov), arcibiskup jaroslavský a rostovský Nikodim (Rotov), biskup kazaňský a marijský Michail (Voskresenskij), biskup tambovský a mičurinský Michail (Čub), biskup novgorodský a starorusský Sergij (Golubcov), biskup dmitrovský a vikář moskevské eparchie Kiprian (Zjornov) a biskup kostromský a galičský Nykodym (Rusnak).
Dne 16. června 1962 byl zproštěn funkce vikáře leningradské eparchie a stal se vikářem exarchátu Střední Evropy a také jeho administrátorem.
Dne 10. října 1962 byl zbaven funkce administrátora exarchátu a 16. listopadu byl jmenován biskupem vídeňským a rakouským.
Dne 22. prosince 1964 byl ustanoven biskupem dmitrovským a vikářem moskevské eparchie a také rektorem Moskevské duchovní akademie a semináře.
Dne 22. února 1965 byl jmenován předsedou komise pro přípravu materiálů pro Teologickou encyklopedii.
Dne 14. května 1966 byl ustanoven arcibiskupem kyjevským a halyčským, exarchou Ukrajiny a stálým členem Svatého synodu.
Dne 25. února 1968 byl povýšen na metropolitu.
Dne 20. března 1969 se stal členem komise Svatého synodu pro jednotu křesťanů a 16. prosince téhož roku se stal předsedou odboru vnějších církevních vztahů moskevského patriarchátu v Kyjevě
Dne 25. června 1970 byl jmenován členem komise pro přípravu Místního soboru Ruské pravoslavné církve.
Dne 3. března 1976 byl vybrán za člena komise Svatého synodu pro jednotu křesťanů a mezicírkevní vztahy.
Ve dnech 21.-28. listopadu 1976 byl vedoucí delegace Ruské pravoslavné církve na první předkoncilní panortodoxní konferenci v Ženevě.
Dne 16. listopadu 1979 se stal předsedou komise pro jednotu křesťanů.
Ve dnech 17.-23. května 1980 byl na pozvání arcibiskupa pražského a metropolity českých zemích a na Slovensku Doroteje v Československu, kde mu byl na pravoslavné bohoslovecké fakultě univerzity v Prešově udělen titul doktora teologie honoris causa.

### Počátek devadesátých let
Dne 3. května 1990 zemřel patriarcha moskevský Pimen; téhož dne se konalo zasedání Svatého synodu kde byl metropolita Filaret zvolen locum tenens patriarchálního trůnu.
Koncem 80. let se v důsledku politiky „perestrojky“ a všeobecné liberalizace politického života na území Ukrajinské sovětské socialistické republiky prudce zhoršila církevně-politická situace. Dotklo se to zejména západoukrajinských regionů, kde na vlně sílícího nacionálně-separatistického smýšlení začala obroda řeckokatolické církve (Ukrajinská řeckokatolická církev) a autokefálních náboženských komunit (Ukrajinská autokefální pravoslavná církev). V této situaci hierarchové Ukrajinského exarchátu Ruské pravoslavné církve upustili od pokusů o dialog s hierarchií Ukrajinské řeckokatolické církve a raději zaujali nekompromisní postoj, což vedlo k hromadnému odchodu kléru a laiků z kanonické pravoslavné církve do Ukrajinské řeckokatolické církve a Ukrajinské autokefalní pravoslavné církve. Došlo také k zabavení majetku Ruské pravoslavné církve na západní Ukrajině.
Ve snaze zabránit prohlubování schizmatu pravoslaví a šíření uniatismu na Ukrajině rozhodla Archijerejský sobor Ruské pravoslavné církve ve dnech 30.–31. ledna 1990 o udělení širší autonomie Ukrajinskému exarchátu, který získal finanční nezávislost, právo nazývat se Ukrajinskou pravoslavnou církví a mít vlastní synod, na který byla přenesena nejvyšší soudní moc zákonodárná a výkonná.
Dne 6. června 1990 se v patriarchální rezidenci v Danilovském monastýru konal Archijerejský sobor, na kterém byli zvoleni tři kandidáti na patriarchální trůn: metropolita leningradský a novgorodský Alexij (Rüdiger), metropolita rostovský a novočerkasský Volodymyr (Sabodan) a metropolita kyjevský a halyčský Filaret.
Filaret, který měl dlouhodobé a úzké vztahy s vedením SSSR a KGB, doufal, že bude další hlavou Ruské pravoslavné církve. Podle metropolity Nikodima (Rusnaka), šel v předvečer voleb za Anatolijem Ivanovičem Lukjanovem, predsedou Nejvyššího sovětu Sovětského svazu a řekl mu, že existuje dohoda mezi ním a Ústředním výborem Komunistické strany Sovětského svazu, že bude patriarchou. Na to mu Lukjanov odvětil že mu nemohou pomoci a že volby jsou na Archijerejském soboru. Na Místním soboru Ruské pravoslavné církve dne 7. června 1990 získal Filaret 66 hlasů, zatímco pro metropolitu Alexije bylo odevzdáno 139 hlasů a pro metropolitu Volodymyra 107 hlasů.
Téhož léta začal metropolita Filaret pod záminkou potřeby normalizace církevního života na Ukrajině usilovat o ještě větší rozšíření autonomie Ukrajinské církve. Dne 9. července 1990 episkopát Ukrajinské pravoslavné církve jednomyslně zvolil Filareta za svého primase. Ve stejné době přijal ukrajinský episkopát z iniciativy metropolity Filareta „Výzvu ukrajinské pravoslavné církve k udělení nezávislosti a samosprávy“. Synod Ukrajinské pravoslavné církve přijal 10. července usnesení o opatřeních směřujících k rozšíření autonomie Ukrajinského exarchátu, což bylo opět motivováno složitou náboženskou a politickou situací na Ukrajině. V souvislosti se zásadní důležitostí této problematiky byla předložena k projednání na Archijerejském soboru Ruské pravoslavné církve ve dnech 25.–27. října 1990.
Ve dnech 25.–27. října 1990 přeměnil Archijerejský sobor Ruské pravoslavné církve Ukrajinský exarchát na Ukrajinskou pravoslavnou církev, udělil jí nezávislost a autonomii ve správě a rozhodl, že nejvyšší představitel bude volen ukrajinským episkopátem a jeho volba bude schválena Jeho Svatostí patriarchou Moskvy a celé Rusi. Jeho titulem se stal Metropolita Kyjeva a celé Ukrajiny. Dne 28. října přijel do Kyjeva patriarcha Alexij II., aby slavnostně vyhlásil nezávislost církve. Text patriarchálního dekretu z 27. října 1990 obsahoval požehnání a schválení Filareta, jako hlavy Ukrajinské pravoslavné církve. Ve dnech 22.–23. listopadu 1990 se v Kyjevě konal první místní sobor Ukrajinské pravoslavné církve, na kterém byla přijata nová ústava.
Dne 24. srpna 1991 Nejvyšší sovět Ukrajinské SSR oznámil své odtržení od SSSR. Představitelé bývalé stranické nomenklatury, kteří si udrželi dominantní postavení ve vedení samostatné Ukrajiny, se dělili o moc se západoukrajinskými nacionalistickými osobnostmi. Vedli zemi k rozchodu s Ruskem ve všech sférách včetně církve. První prezident nezávislé Ukrajiny Leonid Kravčuk se rozhodl usilovat o vytvoření nezávislé místní ukrajinské pravoslavné církve, která by byla mimo jurisdikci Moskvy a podpořil autokefálního status pro kanonickou Ukrajinskou pravoslavnou církev. Metropolita Filaret, který se již dříve postavil proti plné autokefalii ukrajinské církve, se na podzim roku 1991 stal jejím aktivním podporovatelem.
Novou koncepci ukrajinského pravoslaví představil metropolita Filaret na Archijerejském soboru, který se konal ve dnech 1.–3. listopadu 1991. Sobor rozhodl o úplně nezávislosti, tedy autokefalii Ukrajinské pravoslavné církve a obrátili se na patriarchu Alexije a episkopát Ruské pravoslavné církve s žádostí o udělení kanonické autokefality. Žádost obsahovala novou koordinovanou politiku metropolity Filareta a prezidenta Kravčuka. V žádosti je psáno že „... nezávislá církev v nezávislém státě je kanonicky oprávněná a historicky nevyhnutelná...“ a dále „udělení autokefalie Ukrajinské pravoslavné církvi pomůže posílit jednotu pravoslaví na Ukrajině, přispěje k odstranění vzniklého autokefálního schizmatu, odolá uniatské /tj. řeckokatolické/ a (římsko)katolické expanzi, poslouží ke smíření a nastolení souladu mezi nyní válčícími konfesemi, sjednotí všechny národnosti žijící na Ukrajině, a tím přispěje k posílení jednoty celého ukrajinského lidu“.
Ve dnech 31. března – 5. dubna 1992 se konal Archijerejský sobor Ruské pravoslavné církve, kterého se zúčastnilo 97 biskupů Ruské pravoslavné církve, včetně 20 biskupů Ukrajinské pravoslavné církve. Ruští biskupové, ale i většina ukrajinských biskupů nesouhlasilo s udělením plné autokefality, protože by stála sama proti agresi Ukrajinské autokefální pravoslavné církve a tato církev by svou agresi nezastavila.
Diskuse o problému autokefalie se postupně rozvinula v diskusi o nemorálním chování metropolity Filareta a jeho hrubých chybách v řízení ukrajinské církve. Na soboru byly také přečteny výzvy a telegramy od duchovních a laiků Ukrajiny s žádostmi o zastavení násilně implantované autokefalie Ukrajinské pravoslavné církve.
Poté, co sobor vyslechl všechny argumenty zastánců a odpůrců autokefalie, přenesl projednání této záležitosti na Místní sobor Ruské pravoslavné církve. Patriarcha Alexij řekl:
| „                                              | Všichni jsme zodpovědní za to, co se děje na Ukrajině, ale existuje zvláštní požadavek od primase ukrajinské církve. V zájmu dobra pravoslaví na Ukrajině, v zájmu naší jednoty, v zájmu záchrany církve na Ukrajině žádáme vladyku Filareta, aby rezignoval na svůj post a dal biskupům Ukrajiny možnost vybrat si nového primase. | “ |
| — Alexij II., patriarcha moskevský a celé Rusi | |   |

Mnoho dalších hierarchů také trvalo na rezignaci metropolity Filareta z jeho funkce.
Filaret byl obviněn z toho, že vede nemorální způsob života a nesplňuje požadavky na člověka schopného sjednotit kolem sebe všechny pravoslavné duchovní a laiky na Ukrajině.
Patriarcha Alexij slíbil metropolitovi Filaretovi, že po rezignaci může pokračovat ve své arcipastýřské službě v jedné z ukrajinských eparchií. Na naléhání patriarchy slíbil před křížem a evangeliem, že rezignuje, jakmile se sejde Sobor Ukrajinské pravoslavné církve.
Po návratu do Kyjeva však Filaret stádu oznámil, že neuznává obvinění údajně vznesená pro jeho žádost o udělení nezávislosti ukrajinské církvi, a že bude v čele ukrajinské pravoslavné církve až do konce svých dnů, protože jeho funkce je dána Bohem. Svatý synod Ruské pravoslavné církve dvakrát naléhal na Filareta, aby dodržel svůj slib, ale Filaret ignoroval všechny výzvy a získal podporu některých radikálních ukrajinských poslanců a nacionalistických veřejných osobností. Po neúspěšných apelech na Filareta pověřil Svatý synod Ruské pravoslavné církve nejstaršího svěceného biskupa Ukrajiny, charkovského metropolitu Nikodima (Rusnaka) aby svolal Archijerejský sobor Ukrajinské pravoslavné církve. Metropolita Filaret byl na sobor také pozván, ale pozvání ignoroval, navíc se snažil vyvinout tlak na účastníky soboru prostřednictvím nacionalisticky smýšlejících politiků v ukrajinském parlamentu.
Dne 26. května Filaret shromáždil své příznivce v Kyjevě na takzvané „Celoukrajinské konferenci o ochraně kanonických práv Ukrajinské pravoslavné církve“. Konference, které se nezúčastnil žádný z ukrajinských biskupů, odmítla květnová rozhodnutí Svatého synodu Ruské pravoslavné církve. Malá skupina příznivců Filareta, usilující o zapojení konstantinopolského patriarchy Bartoloměje I. do církevního konfliktu na Ukrajině, se na něj obrátila s poselstvím deklarujícím odmítnutí aktu z roku 1686 o převodu Kyjevské metropole z jurisdikce Konstantinopolské církve do jurisdikce Moskevského patriarchátu. Filaret poslal 30. května patriarchovi Bartolomějovi zprávu, ve které obvinil moskevský patriarchát z „protikanonické činnosti“ a že „prakticky způsobila schizma v lůně ukrajinské pravoslavné církve“.
Dne 27. května 1992 se v Charkově konal Archijerejský sobor Ukrajinské pravoslavné církve, který vyjádřil metropolitu Filaretovi nedůvěru a sesadil ho z kyjevského biskupského stolce. Sobor mu také zakázal vykonávat svou kněžskou a biskupskou službu, dokud nerozhodne mateřská církev v Moskvě.

### Odebrání kněžské hodnosti a anathéma
Dne 11. června 1992 Archijerejský sobor Ruské pravoslavné církve rozhodl o sesazení metropolity Filareta z jeho katedry a o odebrání všech stupňů kněžství a práv s tím spojených. Důvodem bylo kruté a arogantní chování k podřízenému duchovenstvu, diktát a vydírání (Tit 1, 7-8 (Kral, ČEP), Pravidla svatých apoštolů – 27. pravidlo), přinášení pokušení věřícím svým chováním a osobním životem (Mt 18, 7 (Kral, ČEP), První nikajský koncil – 3. pravidlo), Trullská synoda – 5. pravidlo), křivá přísaha (Pravidla svatých apoštolů – 25. pravidlo), veřejné pomluvy a rouhání proti Archijerejskému soboru (První konstantinopolský koncil – 6. pravidlo), provádění posvátných obřadů, včetně svěcení ve stavu zákazu (Pravidla svatých apoštolů – 28. pravidlo) a způsobení rozkolu v církvi (Koncil Protodeutera – 15. pravidlo). Všechna svěcení, která Filaret vykonal ve stavu zákazu od 27. května 1992, a jím uložené zákazy byly prohlášeny za neplatné.
Filaret zbavený své funkce a statusu neuznal svou rezignaci a dostalo se mu podpory a ochrany od ukrajinských úřadů. Policie spolu s členy UNA-UNSO nepustila do metropolitní rezidence delagaci zástupců Ukrajinské pravoslavné církve, která přišla převzít tuto rezidenci. Totéž se stalo u katedrálního soboru svatého Vladimíra, když tam dorazil nově zvolený primas metropolita Volodymyr (Sabodan). Příslušníci UNA-UNSO zablokovali přístup do chrámu a zabarikádovali ho zevnitř. Metropolita Volodymyr vyzval Filareta, aby zabránil krveprolití mezi pravoslavnými a odešel do Kyjevskopečerské lávry, kterou ozbrojenci z UNA-UNSO nezískali, jelikož narazili na odpor monachů a věřících, na jejichž straně se postavila speciální jednotka Berkut, která přijela bránit lávru před nacionalisty. Vladimirský chrám však zůstal v rukou Filareta.
Vměšování státu do církevních záležitostí pokračovalo. S podporou prezidenta Kravčuka si Filaret udržel kontrolu nad finančními prostředky Ukrajinské pravoslavné církve. Prezident svým dekretem odvolal N. A. Kolesnika, předsedu Rady pro náboženské záležitosti, a nahradil jej Arsenem Zinčenkem, stoupencem Filareta. Kravčuk a Zinčenko prohlásili rozhodnutí charkovského archijerejského soboru za nezákonná. Prezidium Nejvyšší rady Ukrajiny přijalo prohlášení, ve kterém byl sobor prohlášen nejen za nezákonný, ale i za nekanonický.

### Činnost v Ukrajinské pravoslavné církvi – Kyjevského patriarchátu

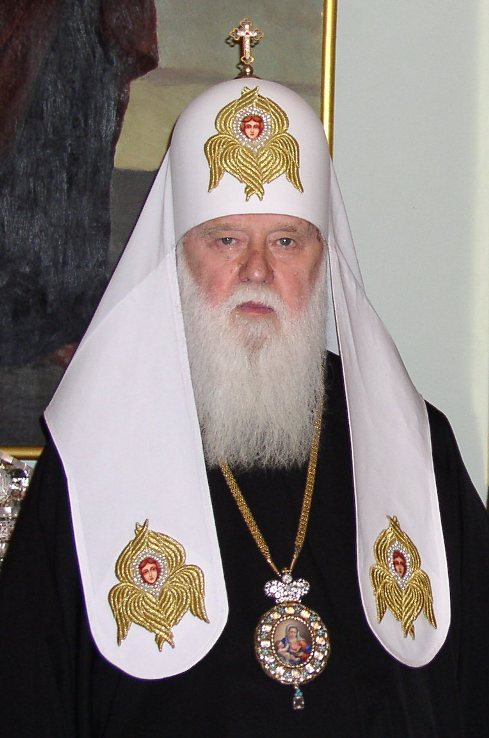
Patriarcha Filaret (2008)

Filaret, který se ocitl v naprosté izolaci od kanonického pravoslaví, našel pro sebe jediné východisko – sjednotit se s Ukrajinskou autokefalní pravoslavnou církví, kterou odsoudil jako schizmatickou.
Ve dnech 25.–26. ledna 1992 se konalo setkání několika biskupů Ukrajinské autokefalní pravoslavné církve, poslanců Ukrajiny a dalších duchovních, které bylo nazváno jako Sjednocující sobor dvou církví – UPC a UAPC. Rozhodnutím soboru bylo zrušení Ukrajinské pravoslavné církve a Ukrajinské autokefalní pravoslavné církve, a veškerý jejich majetek, finance a fondy byly prohlášeny za vlastnictví nově vytvořené organizace s názvem Ukrajinská pravoslavná církev – Kyjevského patriarchátu. Za vůdce nové církve byl prohlášen 94letý patriarcha Ukrajinské autokefalní pravoslavné církve Mstyslav (Skrypnyk) žijící v USA. Za jeho zástupce byl zvolen metropolita Filaret a vedoucím záležitostí biskup Antonij (Masendyč). Ve skutečnosti všechny aktivity UPC-KP vedl Filaret, což následně vedlo ke konfliktu s bývalými hierarchy UAPC, kteří se stali součástí UPC-KP.
Po smrti patriarchy Mstyslava vyšla Ukrajinská autokefalní pravoslavná církev ze spojení s Kyjevským patriarchátem. Novým patriarchou UAPC byl zvolen Dymytrij (Jarema) a patriarchou UPC KP metropolita Volodymyr (Romanjuk).
Roku 1995 patriarcha Volodymyr za nejasných okolností zemřel a 20. října 1995 byl novým patriarchou zvolen Filaret. Jeho slavnostní intronizace proběhla 22. října v soboru svatého Vladimíra.
Filaret opakovaně vyjádřil myšlenku vytvoření „paralelní, soběstačné rodiny církví“ prostřednictvím sjednocení jurisdikcí, které pravoslaví neuznává. Podařilo se mu vstoupit do eucharistického společenství s Bulharskou pravoslavnou církví – Alternativního synodu, Černohorskou pravoslavnou církví a Makedonskou pravoslavnou církví.
V roce 1995 založil patriarcha Filaret ruskou strukturu nazvanou Ruská pravoslavná církev – Kyjevského patriarchátu. Prvními biskupy se stali duchovní vyloučení z Ruské pravoslavné církve v zahraničí archimandrita Adrian (Staryna), archimandrita Ioasaf (Šibajev) a také Varuch (Tiščenkov). „Alternativní“ struktura vytvořená v Rusku ukázala své naprosté selhání a nekontrolovatelnost.
Dne 21. února 1997 na Archijerejském soboru v Danilovském monastýru v Moskvě byl monach Filaret (Denysenko) exkomunikován z církve a anathematizován. Filaret exkomunikaci neuznal, protože z jeho pohledu byla spáchána z politických důvodů, a proto nemá žádný účinek.
Rozhodnutí soboru Ruské pravoslavné církve týkající se Filareta uznaly všechny místní pravoslavné církve (včetně Konstantinopolské církve).
Dne 25. března 2000 vydal synod Kyjevského patriarchátu tomos o vytvoření řeckého exarchátu v čele s metropolitou chersonéským.

### Politická činnost
V březnu 2013 jménem jim vedeného patriarchátu vyzval Ukrajince a Poláky k vzájemnému odpuštění za Volyňský masakr za druhé světové války. Během Ukrajinské krize v letech 2013–2014 opakovaně vystupoval na podporu Euromajdanu. Po připojení Krymu k Ruské federaci ostré kritizoval Vladimira Putina a jeho činy srovnával s akcemi Adolfa Hitlera.
Se začátkem ozbrojeného střetu na východní Ukrajině schválil akce Ukrajinské armády v Doněcké a Luhanské oblasti.
V únoru 2015 se v USA zúčastnil modlitebního setkání, na kterém byl přítomen i americký prezident Barack Obama a předal senátorovi Johnu McCainovi Řád svatého Vladimíra I. stupně, za pomoc Ukrajině při obraně její nezávislosti.
Ruský religionista Roman Lunkin v roce 2015 poznamenal, že Kyjevský patriarchát často zaujímá agresivní, militaristický postoj a patriarcha Filaret je zaměřen na protiruskou politiku.
V listopadu 2017 zaslal moskevskému patriarchovi Kirillovi a episkopátu Ruské pravoslavné církve dopis, ve kterém vyjádřil přání překonat schizma a naději na vzájemné usmíření.

### Vytvoření Pravoslavné církve Ukrajiny

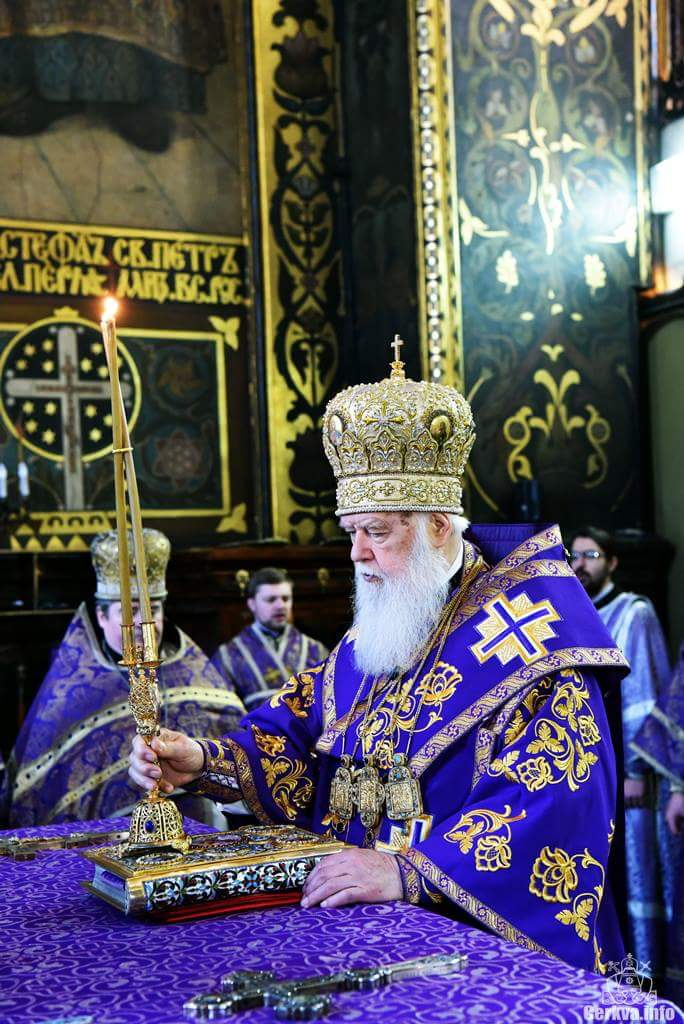
Patriarcha Filaret (2018)

V dubnu 2018 zaslal prezident Ukrajiny Petro Porošenko žádost ekumenickému patriarchovi Bartolomějovi, aby ukrajinské církvi udělil autokefalitu; krátce předtím primasové Kyjevského patriarchátu a Ukrajinské autokefální pravoslavné církve poslali podobnou žádost prezidentu Porošenkovi.
Konstantinopolský patriarchát v rámci přípravy na udělení autokefality vyslal na Ukrajinu dva exarchy, kteří cestovali po eparchiích, komunikovali s biskupy a snažili se pochopit církevní situaci na Ukrajině a připravit podmínky pro vytvoření jediné místní církve. Jedním z ústředních problémů, na který se pokoušeli najít řešení, byl tzv. „problém Filaret“. V důsledku negativní (schizmatické) pověsti Filareta, zakořeněné ve světovém pravoslaví, považoval patriarcha Bartoloměj za krajně nežádoucí zvolit jej do čela nového církevního sdružení, které se vytváří na Ukrajině.
Jedním z řešení tohoto problémů bylo přijmout Filareta do jednoty s Konstantinopolským patriarchátem prostřednictvím pokání a biskupové Kyjevského patriarchátu (UPC KP) a Ukrajinské autokefální pravoslavné církve (UAPC) by museli podstoupit nové svěcení.
V důsledku zasedání synodu Konstantinopolského patriarchátu ve dnech 9. října až 11. října 2018 bylo však rozhodnuto o kanonickém obnovení hodností a svěcení biskupů a duchovenstva obou církví. Podle tohoto rozhodnutí je Filaret považován za bývalého metropolitu Kyjeva.
Již v druhé polovině října se ukázalo že „problém Filaret“ není vyřešen a že se Filaret stále považuje za patriarchu. Konkrétně na konferenci 11. října 2018 prohlásil „Byl jsem patriarchou, jsem a budu“.
V listopadu 2018 přijel do Kyjeva zástupce konstantinopolského patriarchy, francouzský metropolita Emmanouil (Adamakis), který po setkání s Filaretem dal jasně najevo, že získat tomos autokefalie je možné pouze za podmínky, že se Filaret písemně vzdá nároků na status primase nové církve. Patriarcha Filaret tuto žádost podepsal, ale vyslovil přání, aby novým metropolitou kyjevským se stal metropolita Epifanij (Dumenko).
Dne 13. prosince svolal patriarcha Archijerejský sobor, na kterém požadoval, aby novým primasem církve byl zvolen metropolita Epifanij. Toto rozhodnutí bylo přijato většinou hlasů, ale nejméně tucet biskupů s tímto rozhodnutím nesouhlasilo. Ve stejný den udělil bývalému zástupci ředitele CIA Jacku Devinovi Řád svatého apoštola Ondřeje Prvozvaného za podporu ze strany amerických úřadů při zajišťování nezávislosti Ukrajiny a vytvoření jediné místní Ukrajinské pravoslavné církve.
Před zahájením Sjednocujícího sněmu ukrajinských pravoslavných církví, které se konalo 15. prosince 2018, uspořádal Kyjevský patriarchát (UPC KP) a Ukrajinská autokefální pravoslavná církev (UAPC) sobor, na kterém bylo rozhodnuto o rozpuštění těchto církví. Podle účastníků sjednocujícího sněmu, teprve poté co prezident Porošenko přesvědčil metropolitu Mychaila (Zinkevyče), aby stáhl svou kandidaturu na primase, Filaret podepsal rozpuštění Kyjevského patriarchátu = UPC KP . Filaret očividně i tehdy věřil, že metropolita Epifanij se stane primasem „pro vnější svět“, ale bude to on, patriarcha Filaret, kdo si udrží moc uvnitř nové církve. Toto schéma by však jen těžko mohlo vyhovovat biskupům Ukrajinské autokefální pravoslavné církve a Ukrajinské pravoslavné církve Moskevského patriarchátu, kteří by se rozhodli vstoupit do nové církevní struktury. Neodpovídalo to ani záměrům Konstantinopolského patriarchátu, který ještě musel bojovat o uznání nové církve ostatními místními pravoslavnými církvemi a udržení moci patriarchou Filaretem by oslabilo vyjednávací pozice Konstantinopolského patriarchátu.
Metropolita Epifanij po svém zvolení v projevu k lidu oznámil, že bývalý patriarcha Filaret bude duchovním mentorem nové Pravoslavné církve Ukrajiny a stává se čestným patriarchou. V nové ústavě Pravoslavné církve Ukrajiny není zmínka o čestném patriarchovi.
Dne 6. ledna 2019 se Filaret nezúčastnil ceremonie předání tomosu autokefalie ukrajinské pravoslavné církvi , která se konala v Istanbulu. Nebyl přítomen na intronizaci metropolity Epifanije, která se konala v Kyjevě 3. února 2019. Metropolita Epifanij poté, co obdržel tomos, nikdy nevykonával bohoslužby společně s čestným patriarchou Filaretem. Po několik měsíců žádný z hierarchů Konstantinopolského patriarchátu nekoncelebroval s patriarchou Filaretem – a tak, i přes kanonickou rehabilitaci Filareta, se hierarchové Ekumenického patriarchátu /Konstantinopolského/ nadále zdrželi jeho kontaktování.
Dne 5. února 2019 synod Pravoslavné církve Ukrajiny potvrdil, že čestný patriarcha Filaret si ponechává status eparchiálního biskupa. Byl schválen jako stálý člen synodu a administrátor Kyjevské eparchie v rámci kyjevských farností a monastýru , které mu byly podřízeny v dřívější funkci patriarchy kyjevského a celé Rusi-Ukrajiny.
Filareta i přes rozpuštění Kyjevského patriarchátu dále nosil bílý kukol (pokrývka hlavy patriarchy), posílal dopisy s hlavičkou Kyjevského patriarchátu a předával vyznamenání.

### Konflikt mezi Filaretem a Epifanijem
Bývalý patriarcha Filaret od začátku května 2019 ve svých veřejných prohlášeních přímo a jednoznačně dává najevo, že není spokojen s ústavou nové církve, kterou podle něj vnutili Řekové (Konstantinopolský patriarchát). Hlavním bodem ústavy, který způsobuje Filaretovu nelibost, je princip obměny biskupského synodu. Na rozdíl od Kyjevského patriarchátu (UPC KP), kde základem synodu byli jeho stálí členové, kteří měli rozhodující vliv na přijímání zásadních rozhodnutí, nová ústava počítá s neustálou obměnou všech členů synodu s výjimkou primase.
Začátkem května se v médiích objevil latentní konflikt ve vedení Pravoslavné církve Ukrajiny. Ukrajinská služba BBC News poukázala na rostoucí konfrontaci mezi metropolitou Epifanijem a Filaretem způsobenou skutečností, že Filaret zpočátku očekával, že povede celý život nové církve, ale jeho očekávání nebyla oprávněná.
Před 9. květnem 2019 Filaret rozeslal pozvání bývalým biskupům Ukrajinské pravoslavné církve Kyjevského patriarchátu do Vladimirského soboru v Kyjevě k „bratrskému rozhovoru“, během kterého doufal, že získá jejich podporu. V rozhovoru pro TSN Filaret uvedl, že nepovažuje Kyjevský patriarchát za rozpuštěný. Řekl že, „Zlikvidovat Kyjevský patriarchát může pouze ten, kdo jej vytvořil.“ Filaret také uvedl, že sjednocení pravoslaví na Ukrajině šlo cestou nepravdy a že sněm pro sjednocení pravoslavných církví na Ukrajině byl podle jeho slov „ne náš, ale Konstantinopoli“.
Dne 14. května se však s Filaretem přišli setkat pouze čtyři bývalí biskupové: metropolita bělogorodský a obojanský Ioasaf (Šibajev), metropolita bogorodský Adrian (Staryna), arcibiskup simferopolský a krymský Klyment (Kušč) a biskup valujský Petr (Moskaljov). Ve stejný den bylo na oficiálních stránkách kyjevského patriarchátu uvedeno, že současným hierarchou zůstává patriarcha Filaret, který má vlastní eparchii Kyjev a je stálým členem Svatého synodu, a protože existuje úřadující patriarcha, existuje také Kyjevský patriarchát.
Filaret obvinil primase Pravoslavné církve Ukrajiny, metropolitu Epifanije, z porušení dohod dosažených během Sjednocovacího koncilu, které podle Filareta byly následující: nespolupracuje s Filaretem, nesetkává se s ním a netelefonuje, jen v některých případech. Dále před duchovenstvem a novináři mluví o jednotě a spolupráci, ale vše dělá naopak.
V reakci na obvinění metropolita Epifanij odvětil, že Filaret pouze touží po navrácení starého systému a pokud se církev vrátí ke starému, dojde k porušení ústavy a tomosu, které jasně stanovují způsob řízení církve. Dále uvedl, že před sjednocujícím sněmem nic Filaretovi neslíbil.
Dne 23. května Filaret v exkluzivním rozhovoru pro Current Time uvedl, že Pravoslavná církev Ukrajiny nezískala po obdržení tomosu požadovanou nezávislost. Podle Filareta účastníci Sněmu pro sjednocení neznali obsah tomosu: „Kdybychom znali obsah tohoto tomosu, nesouhlasili bychom s takovým tomosem“, protože tomos nás staví téměř do stejné závislosti jako Ukrajinská pravoslavná církev Moskevského patriarchátu. Jménem jsme autokefální církví, ale ve skutečnosti jsme církví závislou na Konstantinopolském patriarchátu.“
Dne 24. května se konala schůze synodu Pravoslavné církve Ukrajiny, která projednávala situaci rozkolu uvnitř církve. Synodu se nepodařilo přesvědčit Filareta, který se domnívá, že Ukrajinská pravoslavná církev Kyjevského patriarchátu (UPC KP) dále existuje.
Dne 29. května 2019 byl na stránkách Pravoslavné církve Ukrajiny zveřejněn dekret primase a metropolity Epifanije. Dekret citoval usnesení místního soboru Kyjevského patriarchátu ze dne 15. prosince 2018 o seberozpuštění, podepsané patriarchou Filaretem, čtyřmi metropolity, včetně metropolity Epifanije (Dumenka) a řady dalších hierarchů církve. Toto usnesení určilo, že činnost UPC-KP je ukončena sloučením a připojením k nově vytvořené církví.

### Obnovení činnosti Kyjevského patriarchátu

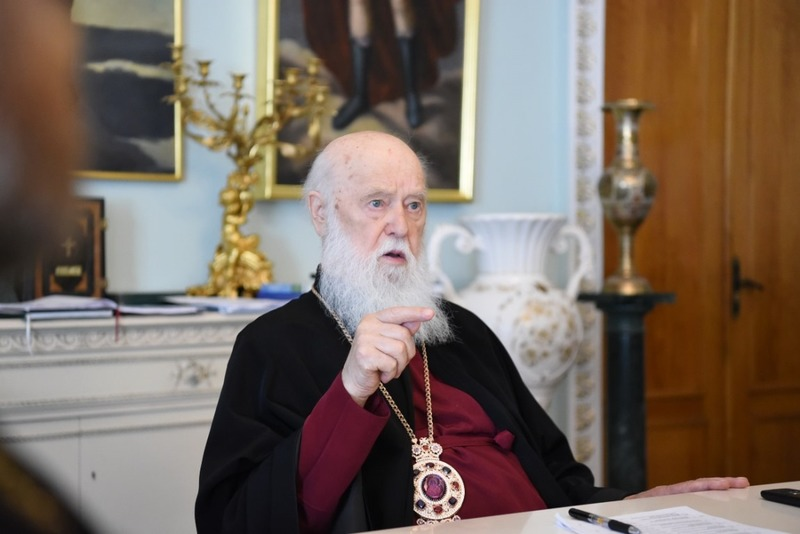
Patriarcha Filaret (2019)

Dne 3. června 2019 uspořádal Filaret uzavřené setkání představených chrámů Kyjeva. Na konci setkání kněží novinářům řekli, že jim Filaret kategoricky zakázal prozradit proč byli povoláni. Zpravodajství TSN však zveřejnilo fragment zvukového záznamu, kde se Filaret obrací na povolané představené, aby neregistrovali chrámy pod Pravoslavnou církev Ukrajiny, že bude svolán místní sobor, který rozhodne o další existenci Kyjevského patriarchátu.
Téhož dne konstantinopolský patriarcha Bartoloměj na setkání s ukrajinskými novináři prohlásil, že Filaret nikdy nebyl a není šéfem UPC-KP: „Pokud jde o Filareta, byl obnoven do biskupské hodnosti jako bývalý kyjevský metropolita. Takzvaný kyjevský patriarchát neexistuje a nikdy neexistoval.“
Filareta uspořádal 20. června setkání kněží a laiků, které nazval „Místní sobor Ukrajinské pravoslavné církve Kyjevského patriarchátu“. Jednání se zúčastnili pouze tři biskupové: čestný patriarcha Filaret, metropolita Ioasaf (Šibajev) a Petro (Moskaljov). Ve stejný den byli zvoleni další dva biskupové Kyjevského patriarchátu: achimandrita Andrij (Marucak) a jeromonach Ilija (Zelenskyj).
Sobor zrušil rozhodnutí ze dne 15. prosince 2018 o rozpuštění patriarchátu. Na schůzi bylo uvedeno, že patriarchát je registrován úřady a tedy nadále existuje, úřadujícím patriarchou zůstává Filaret. Podle usnesení soboru je patriarchát stále vlastníkem financí a majetku, nabytého během minulých let, farnosti a monastýry Kyjeva patří pod správu Kyjevského patriarchátu (UPC KP) .
Tisková služba Pravoslavné církve Ukrajiny uvedla, že zasedání svolané Filaretem je neplatné, a neplatné jsou právně a kanonicky také rozhodnutí vydané soborem.
Ministerstvo spravedlnosti Ukrajiny dne 29. července 2019 vyňalo patriarchát z registru a zbavilo ho práv právnické osoby. Patriarcha Filaret se obrátil na ministerstvo spravedlnosti a prezidenta Volodymyra Zelenského s žádostí o prodloužení registrace a ochranu práv církve. Dne 4. září 2019 Okresní správní soud v Kyjevě pozastavil likvidaci Ukrajinské pravoslavné církve Kyjevského patriarchátu, do věcného posouzení Ministerstvem kultury.
Dne 24. června 2019 Svatý synod Pravoslavné církve Ukrajiny zbavil čestného patriarchu Filareta práv vést kyjevskou eparchii, ale s přihlédnutím ke zvláštním zásluhám v minulosti pro Ukrajinskou pravoslavnou církev, byl ponechán v kanonickém episkopátu.
Všechny farnosti a monastýry, které byly do 15. prosince 2018 pod jurisdikcí Kyjevského patriarchátu, byly převedeny pod Pravoslavnou církev Ukrajiny.

## Vyznamenání

### Státní vyznamenání
- Sovětský svaz Řád přátelství mezi národy (22.1.1979)
- Sovětský svaz Řád rudého praporu práce (3.6.1988)
- Ukrajina Hrdina Ukrajiny (8.1.2019)
- Ukrajina Řád národa (8.1.2019)
- Ukrajina Řád svobody (23.1.2009)
- Ukrajina Řád knížete Jaroslava Moudrého
  - I. stupně (22.7.2008)
  - II. stupně (18.10.2006)
  - III. stupně (23.1.2004)
  - IV. stupně (25.6.2002)
  - V. stupně (21.8.1999)
- Ukrajina Řád za zásluhy I. stupně (22.1.2014) (řád odmítl)
- Ukrajina Kříž Ivana Mazepy (20.1.2010)
- Ukrajina Čestný diplom Kabinetu ministrů Ukrajiny (2010)

### Církevní vyznamenání
Během svého působení ve funkci hierarchy ruské pravoslavné církve získal řadu církevních řádů Moskevského patriarchátu a dalších místních pravoslavných církví. Svatý synod Kyjevského patriarchátu mu udělil Řád svatého apoštolům rovného velkoknížete Vladimíra I. stupně (1999, v souvislosti se 70. výročím jeho narození) a Řád svatého apoštola Ondřeje Prvozvaného I. stupně (2004, v souvislosti s 75. výročím narození).

### Ostatní
- Čestný člen Moskevské duchovní akademie (1970)
- Čestný člen Leningradské duchovní akademie (1973)
- Čestný doktorát bohosloví Budapešťské protestantské teologické akademie (1979)
- Čestný doktorát bohosloví Prešovské bohoslovecké fakulty (1980)
- Čestný občan Kyjeva (2008)
- Čestný člen katedry anatomie zvířat Národní univerzity bio zdrojů a využití přírodních zdrojů 2012)
- Čestný doktor Národní univerzity bio zdrojů a využití přírodních zdrojů (2014)